# Smokey Robinson
William "Smokey"Robinson Jr. (19 de febrer de 1940) és un cantant, compositor i productor discogràfic de R&B i soul.

## Biografia
Va néixer i es va criar en Detroit, Michigan, i quan encara era un nen va ser sobrenomenat "Smokey Joe" per un oncle, originat a partir del seu amor a les pel·lícules de vaquers. En la seva adolescència, aquest es va reduir a "Smokey". En una entrevista, Robinson va afirmar que ha estat amic de Diana Ross des dels onze anys. En 1955, Robinson va fundar un grup anomenat The Five Chimes amb el seu millor amic Ronald White, i amb els seus companys de l'Escola Secundària del nord Pete Moore, Clarence Dawson, Grice i James. En 1957, el grup va ser rebatejat com "The Matadors" i va reemplaçar a Dawson i Grice amb els seus cosins Emerson i Bobby Rogers. Emerson va ser substituït més tard per la seva germana Claudette Rogers, que posteriorment es va casar amb Robinson. El guitarrista Marv Tarplin es va unir al grup en 1958.
Amb Robinson com a cantant, The Matadors van començar una gira pels voltants de Detroit. En 1958, Robinson va conèixer al cantautor Berry Gordy, amb qui va escriure el single "Got a job", en resposta a l'èxit de "The Silhouettes", "Get a job". El grup va canviar el seu nom a "The Miracles", i va publicar singles en ambdues discogràfiques, End Records i Chess Records. Poc després, Robinson va suggerir a Gordy que iniciés una discogràfica pròpia.
En 1959, Gordy va fundar Tamla Records, que després va rebatejar "Motown". The Miracles van estar entre els primers grups contractats. Gordy i Robinson van collir una relació sinèrgica amb Robinson proporcionant una base d'èxits per Motown i Gordy actuant com un tutor per a l'incipient cantant i compositor. En 1961, Gordy va designar a Robinson com a vicepresident de Motown Records, un títol que Robinson va mantenir tant temps com Gordy va romandre en l'empresa.
En 1987, Robinson va entrar en el Salon de la Fama del Rock.